# Toxonprucha bifasciata
Toxonprucha bifasciata là một loài bướm đêm trong họ Erebidae.